# NGC 6473
NGC 6473 је појединачна звезда у сазвежђу Змај која се налази на NGC листи објеката дубоког неба.
Деклинација објекта је + 57° 18' 30" а ректасцензија 17h 46m 54,0s. Привидна величина (магнитуда) објекта NGC 6473 износи 15,2.